# Абрамов, Фёдор Алексеевич

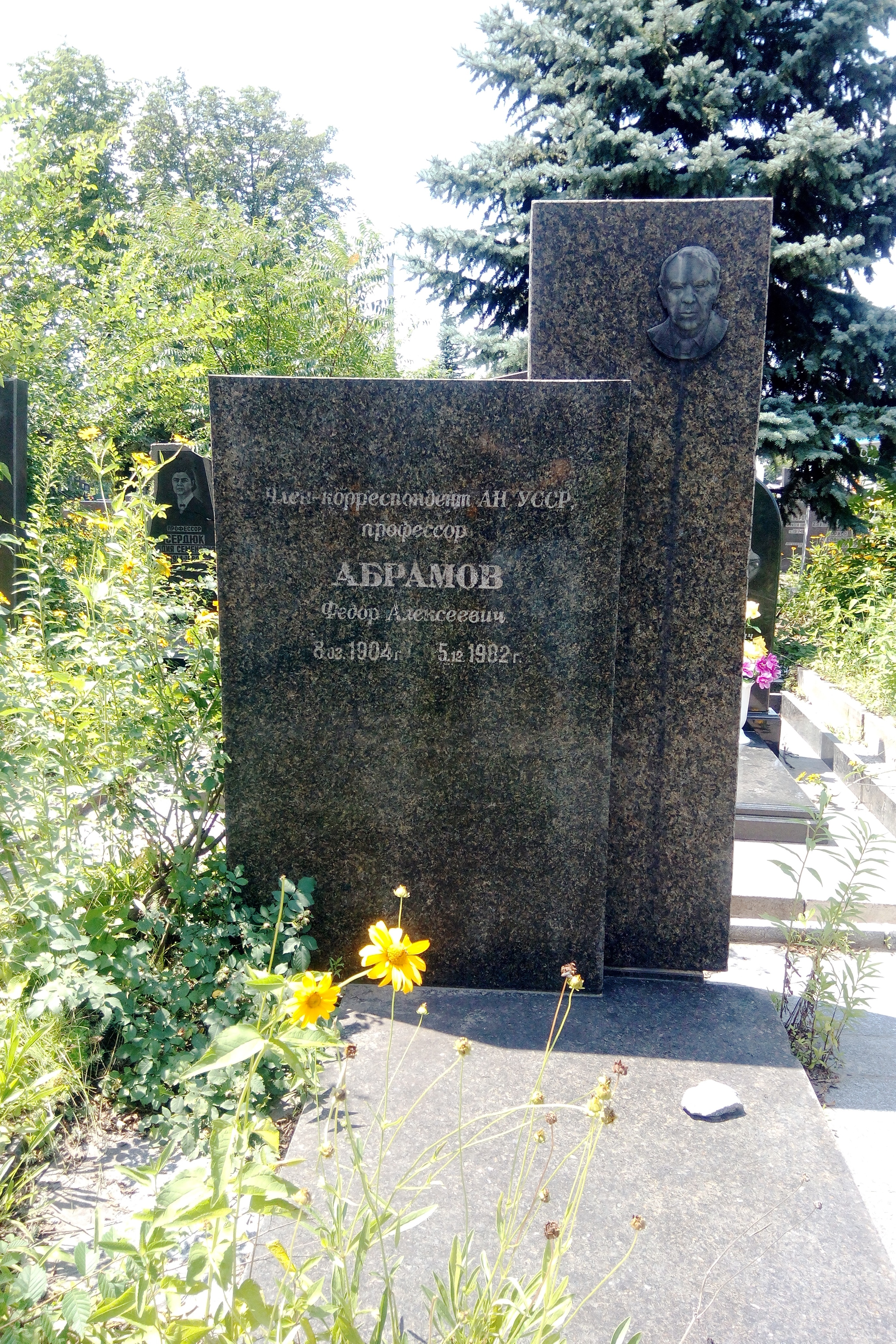
Могила Фёдора Алексеевича Абрамова на Сурско-Литовском кладбище в Днепре

Фёдор Алексеевич Абрамов (8 [21] марта 1904, Лисичанск, Екатеринославская губерния — 5 декабря 1982, Днепропетровск) — советский учёный в области горного дела, доктор технических наук (1952), профессор (1952), член-корреспондент АН УССР (1967), заслуженный деятель науки УССР (1974).

## Биография
Родился 8 (21) марта 1904 года в Лисичанске.
В 1930 году окончил Днепропетровский горный институт, преподавал в нём. С 1962 года работал в Институте геотехнической механики АН УССР. С 1940 по 1969 год (с перерывом в военные годы) заведовал кафедрой аэрологии и охраны труда Национального горного университета.
С июня 1941 по март 1944 года участвовал в Великой Отечественной войне (подразделения метеослужбы артиллерии).
В 1952 году защитил докторскую диссертацию, которая была посвящена исследованию аэродинамики вертикальных стволов шахт с новыми видами армирования. На кафедре разрабатывали методики, необходимые при быстром строительстве Московского метрополитена в 1950-х годах.
До 1982 года руководил отделом рудничной аэрогазотермодинамики института геотехнической механики. Руководил исследованиями, которые были освещены в «Справочнике по рудничной вентиляции», в творческий коллектив входили А. С. Гершун, Б. Е. Грецингер, В. А. Долинский, А. Ф. Милетич, Л. П. Роменский, В. Е. Стрейманн, Н. В. Шибка, Г. А. Шевелев.
Умер 5 декабря 1982 года в Днепропетровске, где и похоронен на Сурско-Литовском кладбище.

## Научная деятельность
Является основателем научной школы в области рудничной вентиляции. Первым в СССР обосновал и доказал на практике экономическую и техническую целесообразность применения индивидуального крепления очистных забоев шахт Донбасса. Его труды касаются проблем проветривания и аэрогазодинамики шахт, предотвращения внезапных выбросов угля, породы и газа в них. Разработал методику контроля депрессивной съёмки проветривания шахт и рудников. На шахтах Донбасса был введён предложенный им клиновой принцип извлечения металлических стоек. Был инициатором и одним из разработчиков серии моделирующих приборов, которые внедрялись в промышленность.
Под его руководством создано аэродинамические средства регулирования дебита воздуха на добычных участках, осуществлено математическое обоснование переходных аэрогазодинамических процессов, разработаны алгоритмы и программы расчёта вентиляции шахт, заложены теоретические основы электрического моделирования шахтных вентиляционных сетей.
Зарегистрирован его «Способ измерения дебитов метана из дегазационных скважин» — соавтор, в частности, В. Е. Фрундин, а также «Искробезопасный метанометр с унифицированным выходом», в соавторстве.

### Научные труды
- Электрическое моделирование вентиляционных сетей угольных шахт [Текст] / Ф. А. Абрамов, Н. А. Фролов. — М.: Углетехиздат, 1957. — 135 с.
- Приборы для контроля вентиляции шахт [Текст] / канд. техн. наук доц. Ф. А. Абрамов, канд. техн. наук А. Ф. Милетич; Под ред. д-ра техн. наук проф. В. Б. Комарова. — М.: Углетехиздат, 1952. — 196 с.
- Моделирование вентиляционных сетей шахт [Текст] / Ф. А. Абрамов, В. А. Бойко, Н. А. Фролов. — М.: Госгортехиздат, 1961. — 220 с.
- Лабораторный практикум по рудничной вентиляции [Текст]: [Для горных специальностей вузов] / Ф. А. Абрамов, В. А. Бойко, В. А. Долинский. — М.: Недра, 1966. — 161 с.
- Аэродинамическое сопротивление горных выработок и тоннелей метрополитена [Текст] / Ф. А. Абрамов, В. А. Долинский, И. Е. Идельчик и др. — М.: Недра, 1964. — 187 с.
- Автоматизация проветривания шахт [Текст]: (Теорет. основы и техн. средства) / Ф. А. Абрамов, В. А. Бойко; АН УССР. Днепропетр. филиал Ин-та механики. — Киев: Наукова думка, 1967. — 310 с.

## Награды
- Орден Ленина;
- Государственная премия УССР в области науки и техники (1976) — за разработку и воплощение в жизнь методики преодоления газового барьера, который обеспечивает на сильнозагазованных шахтах лавовой нагрузки более 1000 тонн в сутки;
- Заслуженный деятель науки УССР (1974);
- ордена и медали.